# Brasserie Jouret
 (juillet 2022).
 (juillet 2022).
La mise en forme du texte ne suit pas les recommandations de Wikipédia : il faut le « wikifier ».
Les points d'amélioration suivants sont les cas les plus fréquents. Le détail des points à revoir est peut-être précisé sur la page de discussion.
- Les titres sont pré-formatés par le logiciel. Ils ne sont ni en capitales, ni en gras.
- Le texte ne doit pas être écrit en capitales (les noms de famille non plus), ni en gras, ni en italique, ni en « petit »…
- Le gras n'est utilisé que pour surligner le titre de l'article dans l'introduction, une seule fois.
- L'italique est rarement utilisé : mots en langue étrangère, titres d'œuvres, noms de bateaux, etc.
- Les citations ne sont pas en italique mais en corps de texte normal. Elles sont entourées par des guillemets français : « et ».
- Les listes à puces sont à éviter, des paragraphes rédigés étant largement préférés. Les tableaux sont à réserver à la présentation de données structurées (résultats, etc.).
- Les appels de note de bas de page (petits chiffres en exposant, introduits par l'outil «  Source ») sont à placer entre la fin de phrase et le point final[comme ça].
- Les liens internes (vers d'autres articles de Wikipédia) sont à choisir avec parcimonie. Créez des liens vers des articles approfondissant le sujet. Les termes génériques sans rapport avec le sujet sont à éviter, ainsi que les répétitions de liens vers un même terme.
- Les liens externes sont à placer uniquement dans une section « Liens externes », à la fin de l'article. Ces liens sont à choisir avec parcimonie suivant les règles définies. Si un lien sert de source à l'article, son insertion dans le texte est à faire par les notes de bas de page.
- La présentation des références doit suivre les conventions bibliographiques. Il est recommandé d'utiliser les modèles {{Ouvrage}}, {{Chapitre}}, {{Article}}, {{Lien web}} et/ou {{Bibliographie}}. Le mode d'édition visuel peut mettre en forme automatiquement les références.
- Insérer une infobox (cadre d'informations à droite) n'est pas obligatoire pour parachever la mise en page.

Pour une aide détaillée, merci de consulter Aide:Wikification.
Si vous pensez que ces points ont été résolus, vous pouvez retirer ce bandeau et améliorer la mise en forme d'un autre article.
 (juillet 2022).
La brasserie Jouret, aussi connue sous le nom de brasserie Van Geersdaele, est une ancienne brasserie historique de la commune de Biévène, en Belgique.
Depuis 2019, cette ancienne marque a été relancée sous le nom de Les Brasseries de Flobecq dans la ville voisine de Flobecq.

## Histoire de la brasserie Jouret – Van Geersdaele
La fondatrice de la brasserie Jouret était Jeanne Catherine Rigaux, fille de Charles Henri Rigaux et petite-fille de Josse Rigaux (exploitants de la brasserie Rigaux). Elle épouse Jacques Philippe Albert Joseph Decoster en 1812. Ensemble, ils développèrent déjà les activités de construction, mais Jacques Decoster mourut à l'âge de 24 ans en 1816. En mai 1818, Jeanne Catherine épousa Jean Joseph Jouret, qui donna son nom à la nouvelle brasserie et devint plus tard maire de Bever. Ensemble, ils ont continué à exploiter la brasserie sur le site. Après la mort de Jean Joseph, la brasserie passa à son fils aîné Jean Louis. Le 27 octobre 1885, la brasserie brûle en partie, mais elle est certainement reconstruite car en 1888 Octave Decoster, marié à l'arrière-petite-fille du fondateur, reçoit l'autorisation d'installer une machine à vapeur. Celui-ci n'a jamais été installé car une haute cheminée a dû être construite pour cela, ce qui a conduit à la construction de la nouvelle brasserie en 1893.

Dans son livre, Dominique Delvin mentionne qu'après la famille Decoster-Jouret, la brasserie passa à Odilon Jouret. Faute d'intérêt de la part de cette famille, la brasserie est reprise par les frères Georges et Louis Félix Van Geersdaele. Georges Van Geersdaele a acheté le bâtiment en 1904 ou 1905. Vers 1910, Georges Van Geersdaele cesse d'exploiter la brasserie de la Place. Il fut alors construit une auberge et une salle de banquet sous le nom de « Folies Bergère » et connut de nombreuses années de succès. Georges Vangeersdaele construit une nouvelle brasserie à Pontenbeek. En 1935, la brasserie ferme définitivement. Le bâtiment est repris en 1942 par la famille Sauvage qui y installe un commerce de marchandises coloniales.

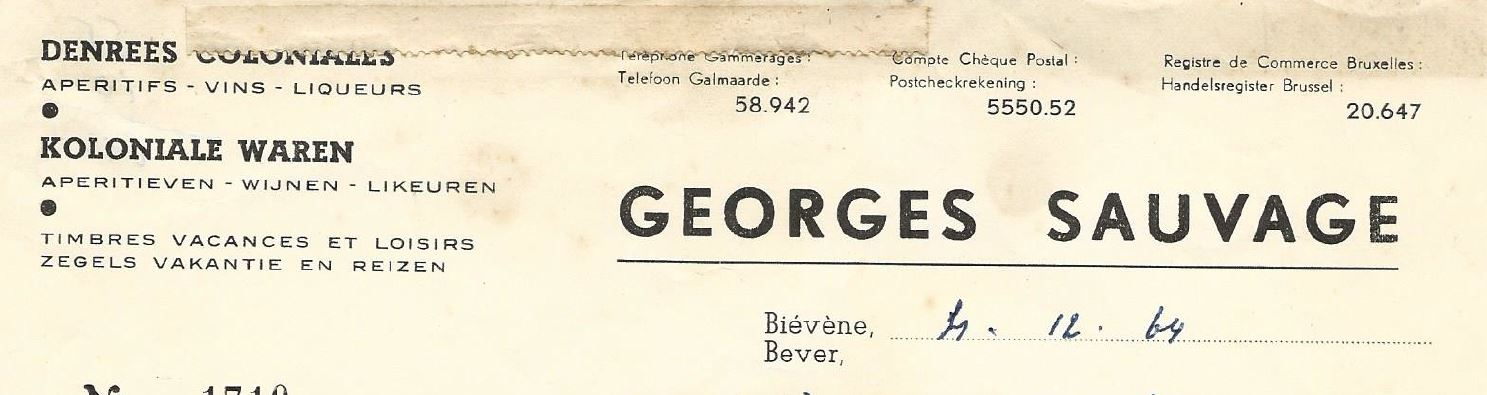
Source : collection Erfgoed Bever (Werner Godfroid)
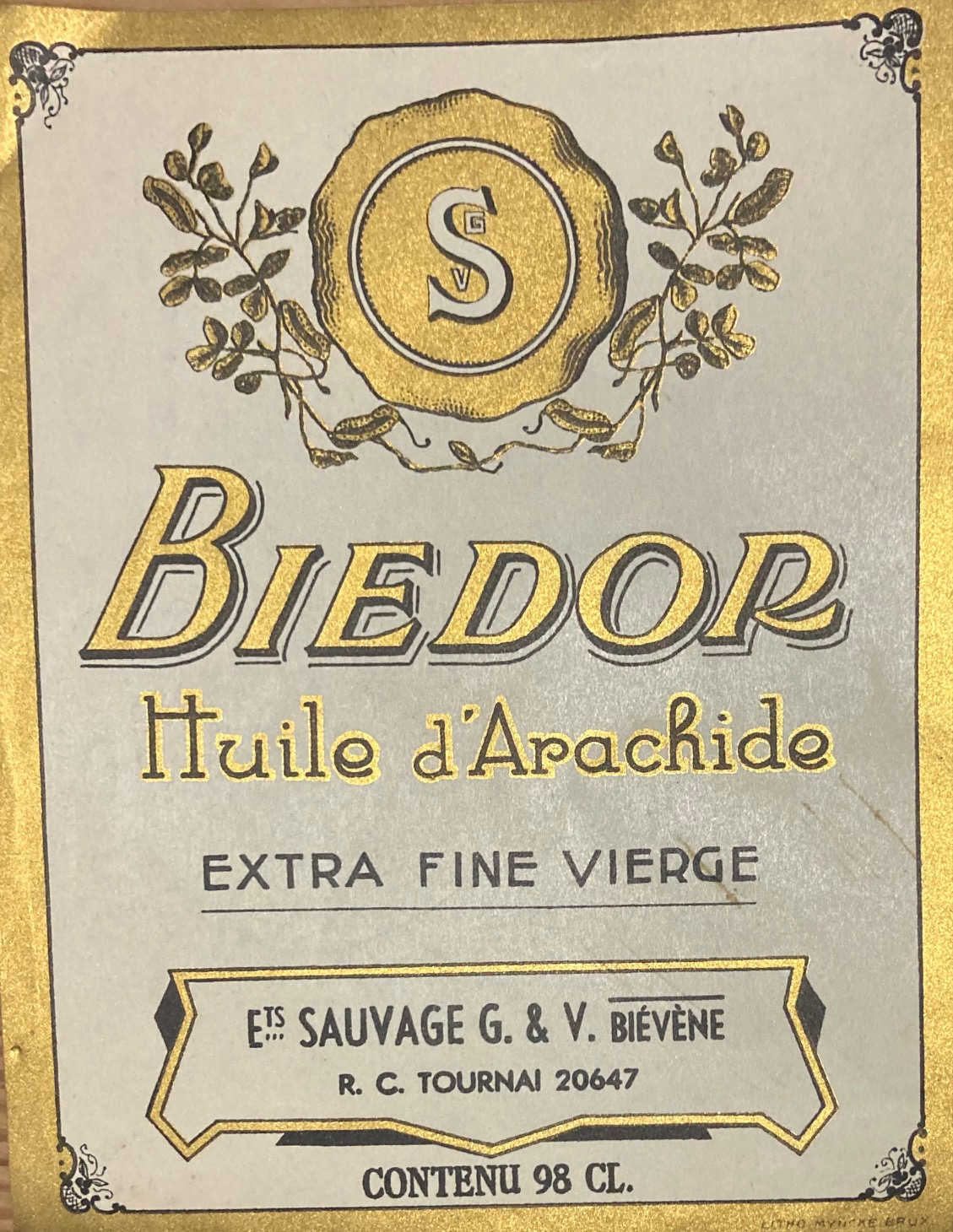
Source: Collection Erfgoed Bever (Werner Godfroid)